# くず館
くず館（くずだて）は、岩手県九戸郡軽米町小軽米第1地割（陸奥国糠部郡古軽米村）にあった日本の城。

## 概要
小軽米地区の中心、久慈方面に通じる国道395号小軽米バイパスを久慈方向に見てバイパスに掛かる橋の手前、向かって右手の雑木林と草地が館跡である。雪谷川との比高差20メートルの丘陵上に立地する。現状は雑木林と草地になっている。城域は三角形を呈する単郭の曲輪で、東西150メートル×南北120メートルを測り、東側は雪谷川に面した断崖をなし、西側から北側にかけて屈曲した幅6-8メートル・深さ2メートルほどの堀が巡る。雪谷川を挟んで対岸には月山神社のある独立丘陵がある。
築城者・築城時期はともに不明だが、東方1キロメートルの丘陵に南部一族・小軽米氏の居城とされる小軽米城跡があることから、当館も小軽米氏関連の遺構ではないかと考えられている。